# Epidiceratidae
De Epidiceratidae zijn een familie van uitgestorven tweekleppigen uit de orde Hippuritida.